# Christian Skeel (billedkunstner)
 Der er flere personer med dette navn, se Christian Skeel.
Jørgen Christian greve Skeel, født Scheel) (født 8. juni 1956 i København) er en dansk billedkunstner og komponist. der bor og arbejder i København.
Han er søn af advokat Preben Ove Christian greve Scheel og fysioterapeut Ulla Glytting. Siden 1984 har han samarbejdet med Morten Skriver om bl.a. installationer, bøger og film. Et bemærkelsesværdigt værk er installationen Babylon, 1996 (Kiasma, Museum of Contemporary Art, Helsinki). Den består af keramiske krukker med forskellige dufte; når krukkerne åbnes, vækkes billeder og minder hos beskueren. Af andre værker kan nævnes videoinstallationen Split Second (Esbjerg Kunstmuseum), Trapholt Eksperimentet (Trapholt og Stockholm), Civilisation (Ny Carlsberg Glyptotek) og senest Interferens (Esbjerg Kunstmuseum). Skeel har samarbejdet med digteren Morti Vizki siden 1983. De har bl.a lavet bøgerne Rejsebog, Vej og Den usynlige Dreng sammen. Som komponist har han bl.a. udgivet CDerne Music for Eyes og Miniatures (begge komponeret i samarbejde med Kenneth Knudsen), Metropolitan Suite (komponeret i samarbejde med Martin Hall), Samlede Kompositioner (komponeret i samarbejde med Morti Vizki) og Short Pieces.

## Uddannelse
- 1975 – 1979 Det Kongelige Danske Kunstakademi, arkitektskolen
- 1980 – 1986 Det Kongelige Danske Kunstakademi, malerskolen v. Albert Mertz
- 1983 Medstifter af galleri "Kongo", Medstifter af og medredaktør på kunsttidsskriftet Kong
- 1984 Starter filmlydstudierne "Mainstream" i København
- 1985 Medstifter af og medredaktør på kunsttidsskriftet Atlas